# Predsjednik
Predsjednik  je naziv za osobu koja predsjedava  (predsjedatelj) nekoj skupini (kolektivu, organizaciji) ili nekom skupnom tijelu. Funkcije predsjednika je usmjeravati rad organizacije ili tijela kojeg vodi i kojem predsjeda, donosi odluke, a može imati i reprezentativnu ulogu (predstavljanje organizacije ili tijela prema trećima). 
U kontekstu politike, odnosno državnog uređenja, pojam predsjednik redovito označava predsjednika države (bez obzira na to što postoji i predsjednik vlade, parlamenta i drugi).
Latinska riječ za predsjednika je praesidens, nastala od glagola praesidere, što znači sjediti na čelu. Od tud i sinonim prezident.

## Poveznice
- Predsjednik države